# 森林管理協議会
森林管理協議会（しんりんかんりきょうぎかい、FSC:Forest Stewardship Council）とは、国際的な森林管理の認証を行う協議会のこと。1993年10月にカナダで創設されたNGO。生産を行う森林や製品、流通過程の評価、認定、監督を行う。機関の構成員は、世界各国の環境保護団体、林業経営者、木材業者、先住民族、森林組合など。
現在の国際本部はドイツのボンにある。

## FSC認証制度
森林管理協議会（FSC）が評価・認証する森林認証制度。
FSC認証は二つの形態があり、FM認証（Forest Management Certification）は森林の管理・経営を対象として適用され、認証森林の林産物における加工・流通過程の管理を対象としたCoC認証（Chain of Custody Certification）は林産物がFSC認証森林（FM認証）その他FSCの定める基準を満たしたものから生産されたものであることを保証してラベリング（FSC認証マーク）を伴う制度である。
消費者がラベリングされた木材を選択することにより、たとえ海外で生産された木材でも、環境や社会に大きな負荷を掛けずに生産された製品（木材）を選択できるような仕組みとなっている。
熱帯雨林地域などで行われている過度の森林伐採、違法伐採を抑止する手段の一つとして注目されている(Forest Stewardship Council)。
日本でも、2000年頃から認証を受ける林業経営者が出てきた。
日本国内におけるFSC認証制度の推進・普及を目指し、WWFジャパン（世界自然保護基金）を窓口として「FSC日本推進会議設立準備局」を運用。その後、特定非営利活動法人日本森林管理協議会の発足に伴い移行した。